# Graffitismo

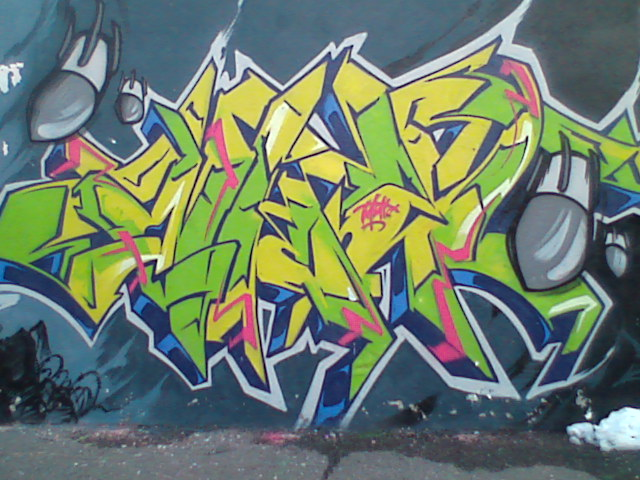
Graffiti a Monza.

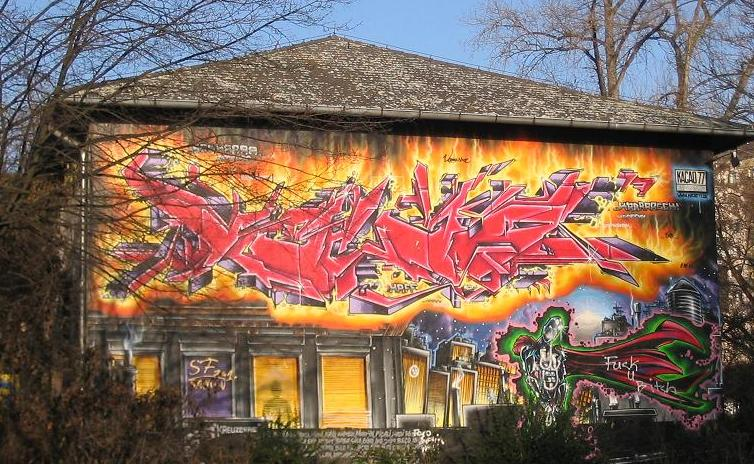
Graffiti sulla facciata di una casa di Berlino.

Graffito "lungolinea" della metà degli anni '90 nei pressi di Roma.

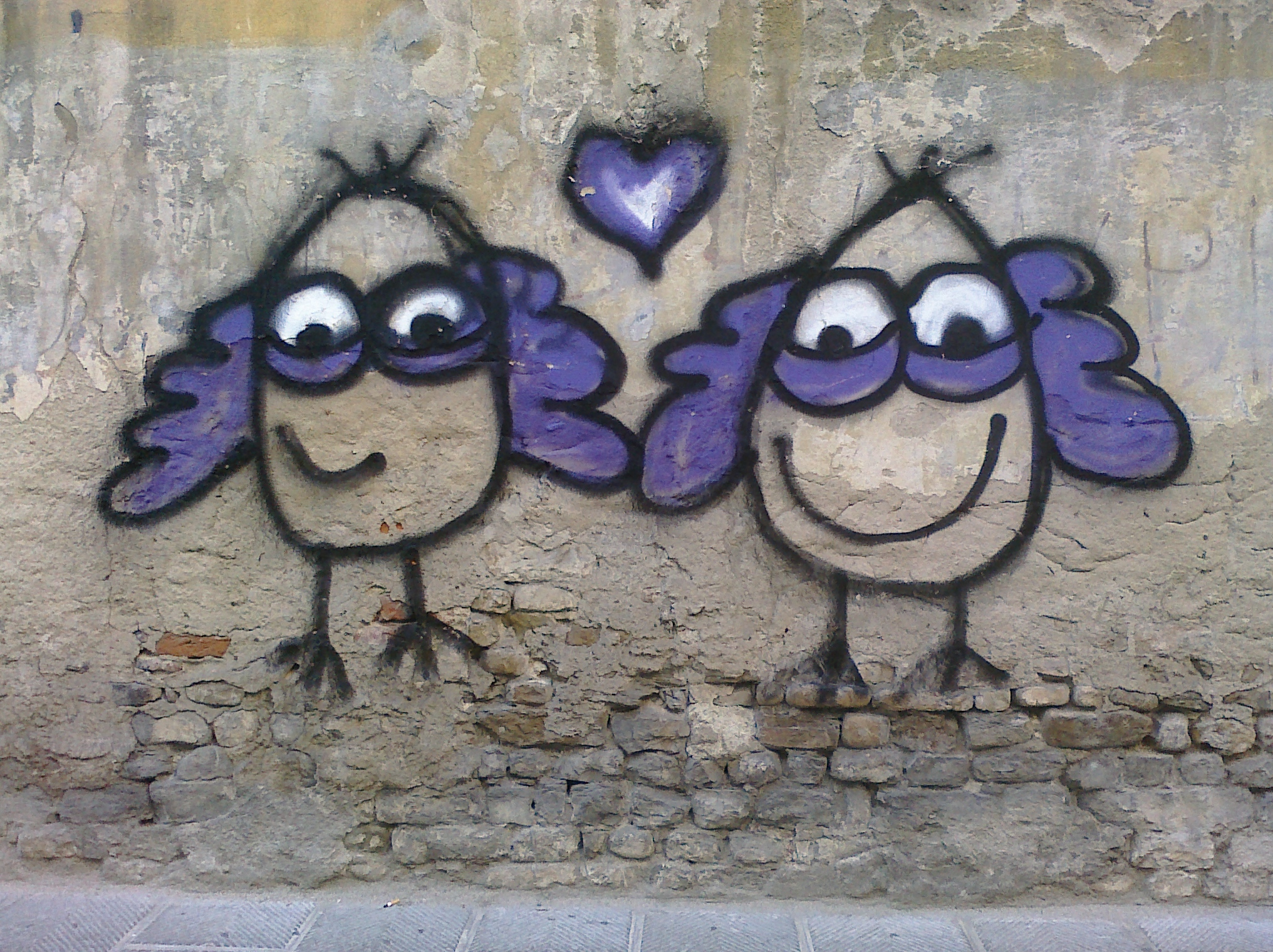
Innamorati, Firenze 2010.

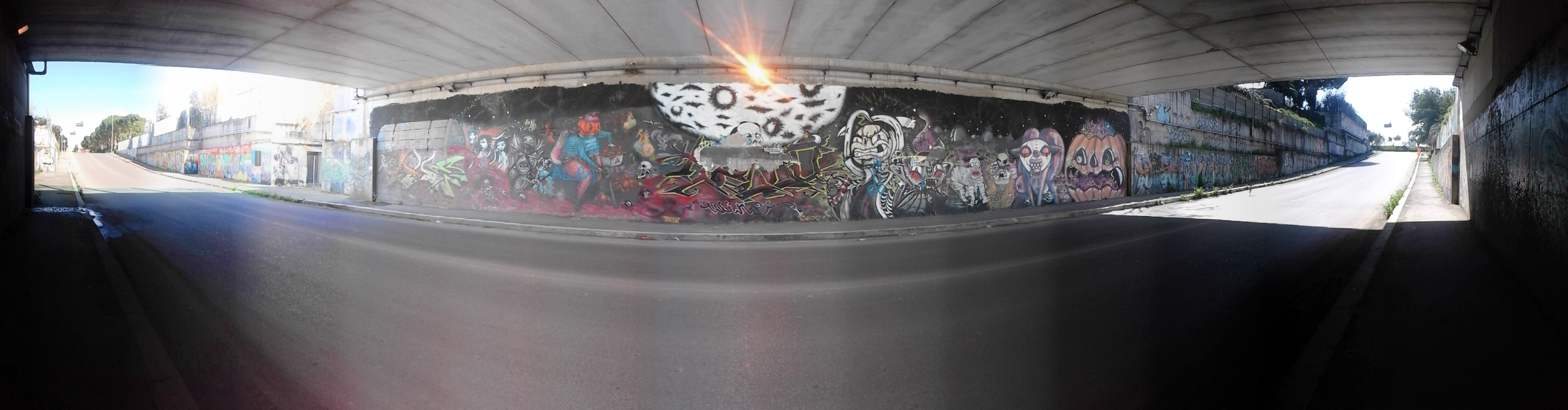
Roma 2018.

Il graffitismo (in inglese graffiti writing) è una manifestazione sociale e culturale di pittura murale diffusa in tutto il mondo, basata sull'espressione della propria creatività tramite interventi pittorici sul tessuto urbano, frequentemente considerati atti vandalici e puniti secondo le leggi vigenti. Talvolta è correlato a essa l'atto dello scrivere il proprio nome d'arte (tag) e il numero della strada in cui si viveva, come se fosse un logo. Il fenomeno, ricordando la pittura dei murali, è da alcuni ad essa accostato, poiché numerosi graffitisti (in inglese writer) dipingono mezzi pubblici o edifici di interesse storico e artistico.
Generalmente, i graffitisti più vicini a un lavoro di ricerca artistica tendono a esprimersi in campi più protetti, come nelle "hall of fame", spazi a disposizione dei graffitisti in cui dipingere legalmente (siano questi muri esplicitamente dedicati dalle amministrazioni comunali) all'espressione della cosiddetta "arte della bomboletta" (spray-can art) un modo, questo, per cercare di arginare il dilagare del fenomeno nel contesto dei centri storici o di quartieri residenziali - o siano luoghi siti in periferie degradate o di poco interesse o difficilmente raggiungibili in cui, per un tacito accordo con gli organi deputati al controllo dell'ordine pubblico, si lascia ai graffitisti "carta bianca" e una relativa tranquillità per dipingere). 
Ogni graffitista, quale che siano la sua inclinazione e provenienza, ricerca e studia un'evoluzione personale, per arrivare a uno stile proprio in modo tale da distinguersi dagli altri.
Nel corso degli anni molti artisti hanno comunque maturato nuove tendenze creative per cui, pur mantenendo radici nel graffitismo, sono riusciti a sconfinare nella tipografia, nel design, nell'abbigliamento, contaminando il tipico stile degli anni '80 con ideali più razionali e vicini alla grafica. Si parla di tendenze artistiche "post-graffiti" in particolare riferendosi all'arte di strada, e di graffiti design per le influenze oramai evidenti nelle tecniche pubblicitarie e nella moda. È possibile affermare che molti artisti oramai integrati nel sistema convenzionale del mercato dell'arte, traggono il loro valore da esperienze precedenti spesso formalmente illegali.

## Graffiti metropolitani

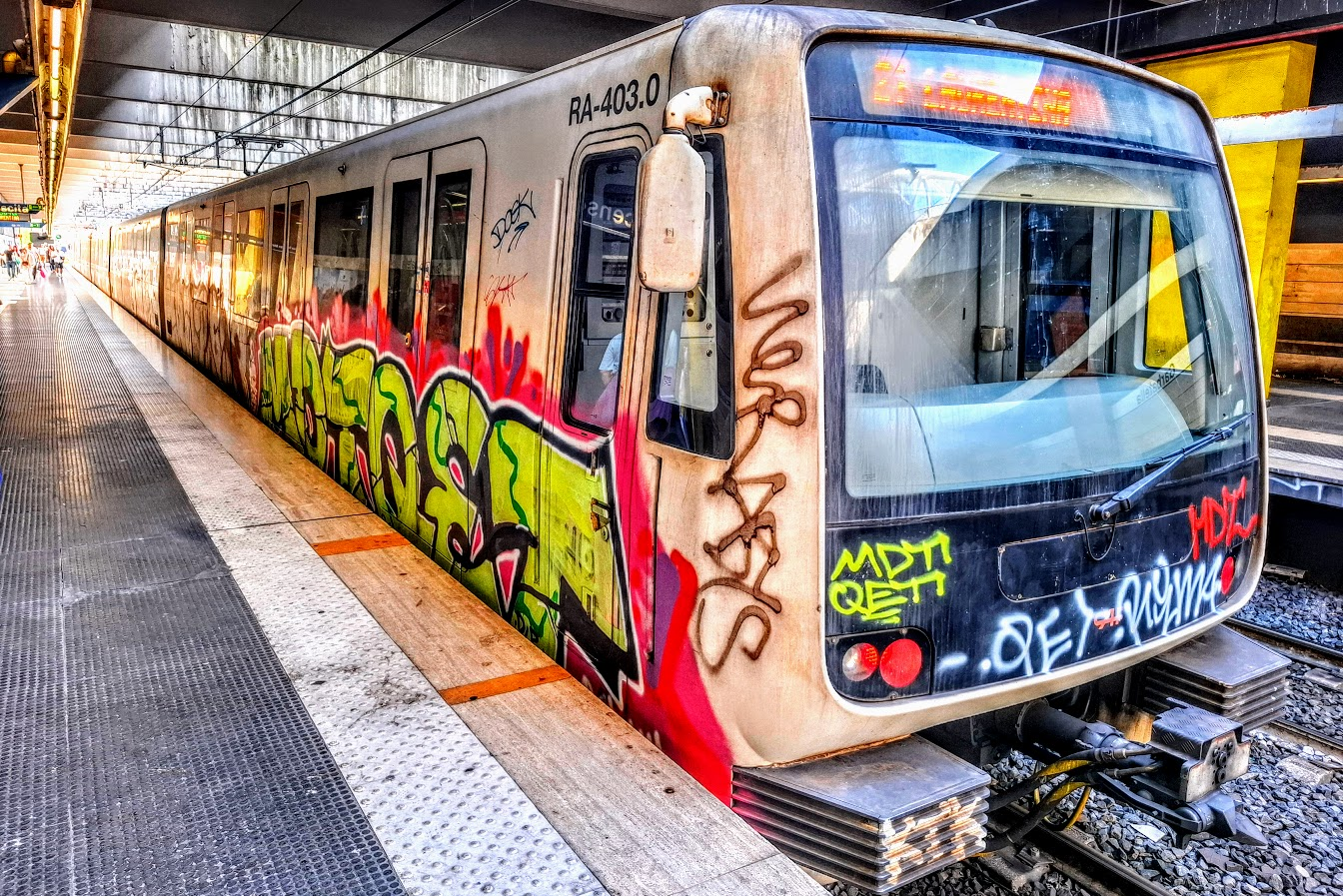
Graffiti presenti su un treno della Metro di Roma

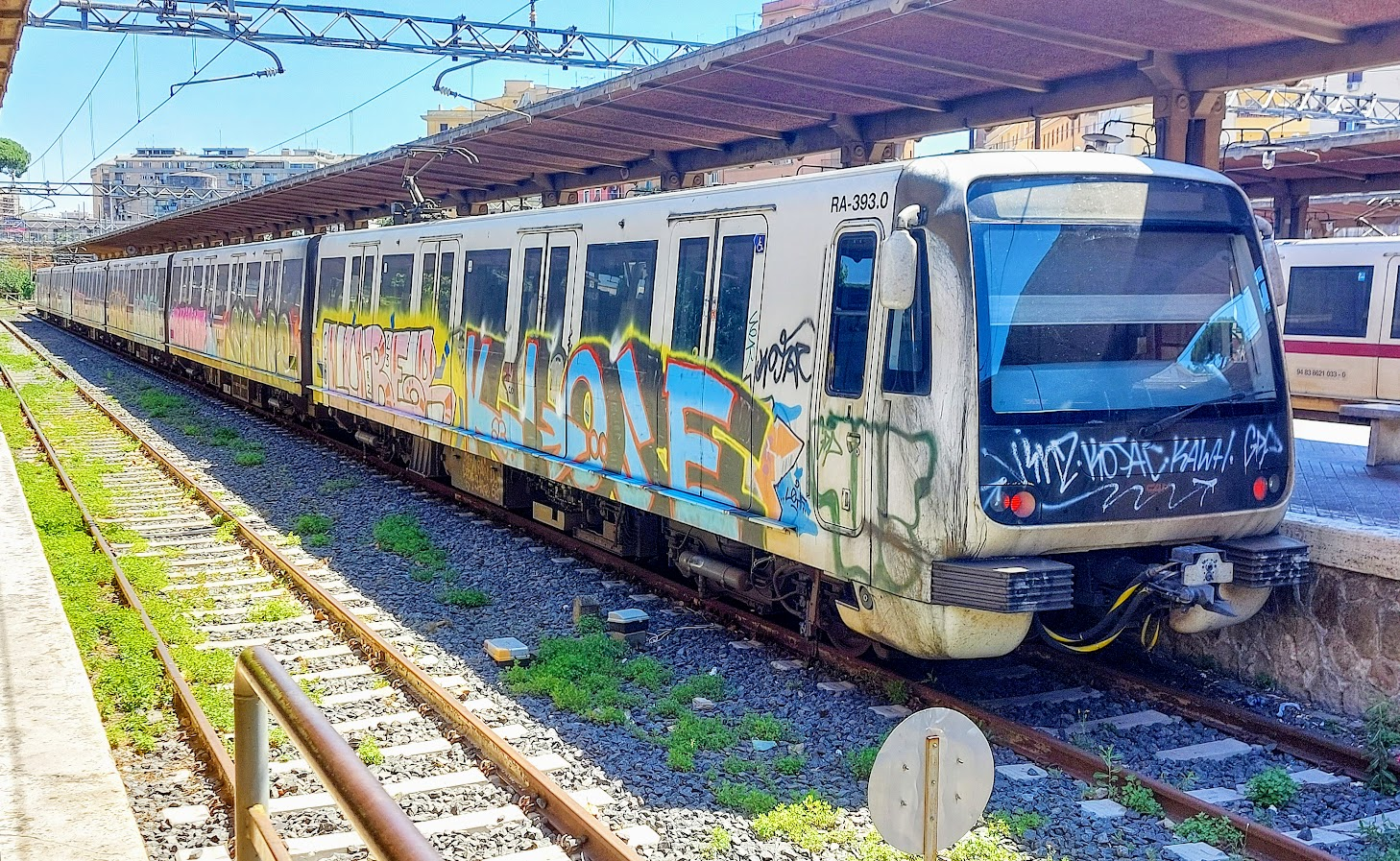
Graffiti presenti su un treno della Metro di Roma

Il "graffitismo" è un fenomeno difficilmente classificabile seguendo schemi tradizionali, essendo intrinsecamente presenti in questo una componente legata a un'espressività artistica e una forte componente di autoaffermazione che passa dalla rottura delle regole e dalla noncuranza delle leggi.
Nasce come parte della sottocultura dei ghetti newyorkesi (conosciuta come hip-hop) negli anni '70 (è questo il periodo in cui acquisisce un carattere ben definito rispetto alle prime manifestazioni assimilabili al graffitismo), ma ne supera in breve tempo i confini (geografici e culturali). Dietro alle forme e all'evoluzione delle lettere c'è spesso un lungo studio, fatto di bozze preparatorie e ispirazioni provenienti dall'ambiente che circonda il writer stesso, di conseguenza ogni nazione e ogni città ha scuole di stili diversi: lo stile tedesco (tendente per lo più al Wild Style newyorkese con lettere sottili e intrecciate o fortemente accostate), lo stile brasiliano, lo stile romano (lettere tondeggianti, tendenti al bomb-style e al Throw up ma più studiato) e via dicendo.

## Origini del graffitismo

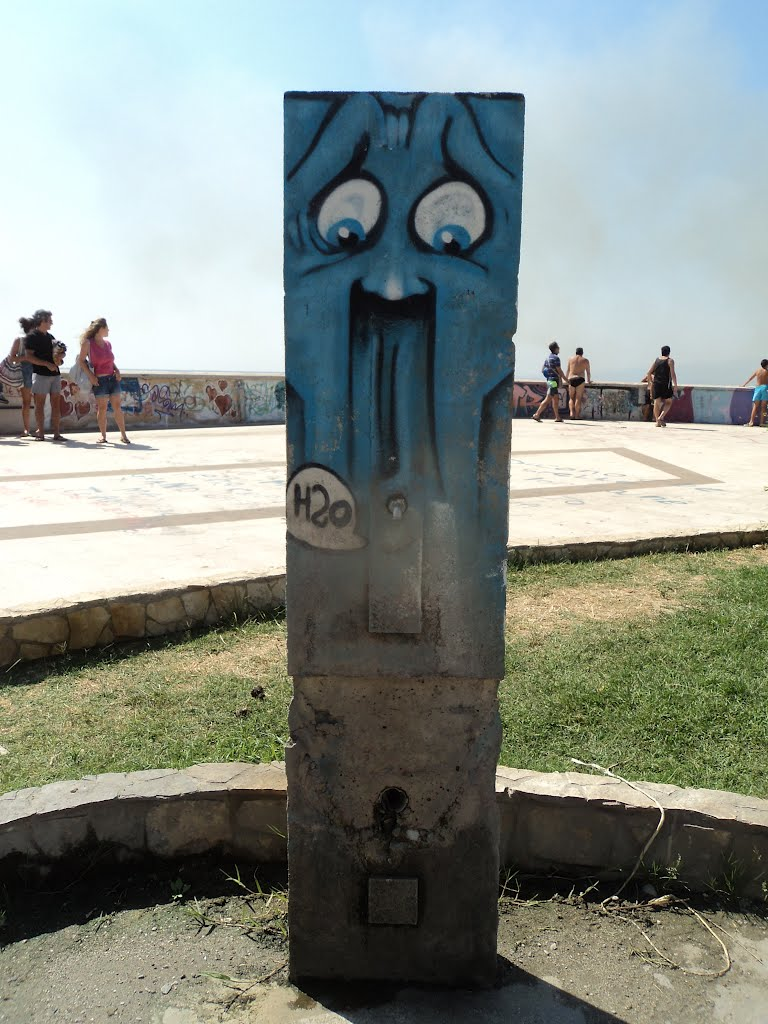
Graffiti su una fontana di Catanzaro Lido

Sebbene le sue origini si possono fare risalire all'abitudine dei soldati alleati nel corso degli anni quaranta di disegnare lo scarabocchio Kilroy was here, il graffittismo nasce a Filadelfia nei tardi anni sessanta sui treni e si sviluppa in seguito a New York negli anni settanta fino a raggiungere una prima maturità stilistica a metà degli anni ottanta.
TAKI 183 è un writer dei primi anni '70 che, insieme a Rammellzee, apre la strada al graffitismo ed allo sviluppo dell'Aerosol-art a New York. Un esempio italiano è Carlo Torrighelli, meglio noto come C.T. (1909-1983), che opera a Milano sempre negli anni '70, nella zona di Parco Sempione.
Nel 1972-75 appaiono i primi "pezzi", rappresentanti inizialmente una semplice evoluzione delle firme, divenute più grandi, più spesse e con i primi esempi di riempimento e di contorno (outline).
Ben presto, anche se un pezzo aveva bisogno di molto spray (due o più bombolette) che avrebbero permesso di fare molte tag, tutti i writer raccolsero la sfida lanciata da Super Kool 223 e cominciarono a fare pezzi. Iniziarono le prime repressioni e le campagne contro il graffitismo. Le carrozze della metro vengono pulite e lavate, si mettono taglie sui writers, si recintano i depositi della metro (luoghi preferiti per l'azione) e si piazzano pattuglie cinofile lungo le recinzioni. Nonostante ciò tra i graffitisti c'era una continua sfida, che portò all'evoluzione ed al miglioramento qualitativo del fenomeno, che prese ad ampliarsi. Alcuni writer inventarono nuovi stili (come loop o nuvole) o perfezionarono quelli già esistenti, aggiungendo sfondi, grazie di provenienza tipografia, personaggi di cartoni animati (puppets) e forme prese dalla segnaletica stradale o dalla logotipia.
I pezzi si ingrandirono top-to-bottom wholecar, diventando più elaborati e colorati Wild Style.
Nei primi anni ottanta, anche grazie alla realizzazione di Style Wars, documentario sui graffiti della metropolitana newyorchese) e del film Wild Style, il fenomeno del graffitismo si diffuse su scala mondiale, trovando in Europa un fertile terreno.

## Graffitismo, aerosol-art e graffiti-logo

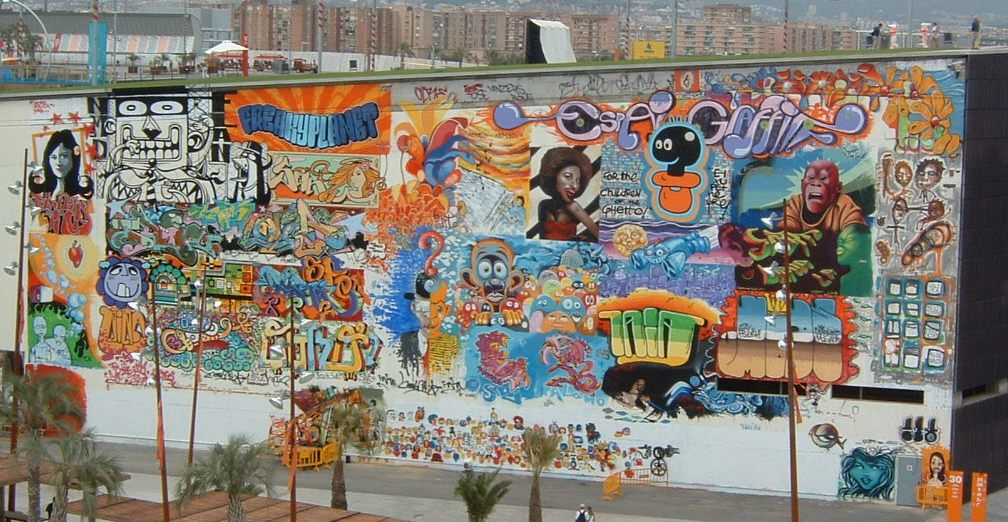
Una parete del forum di Barcellona.

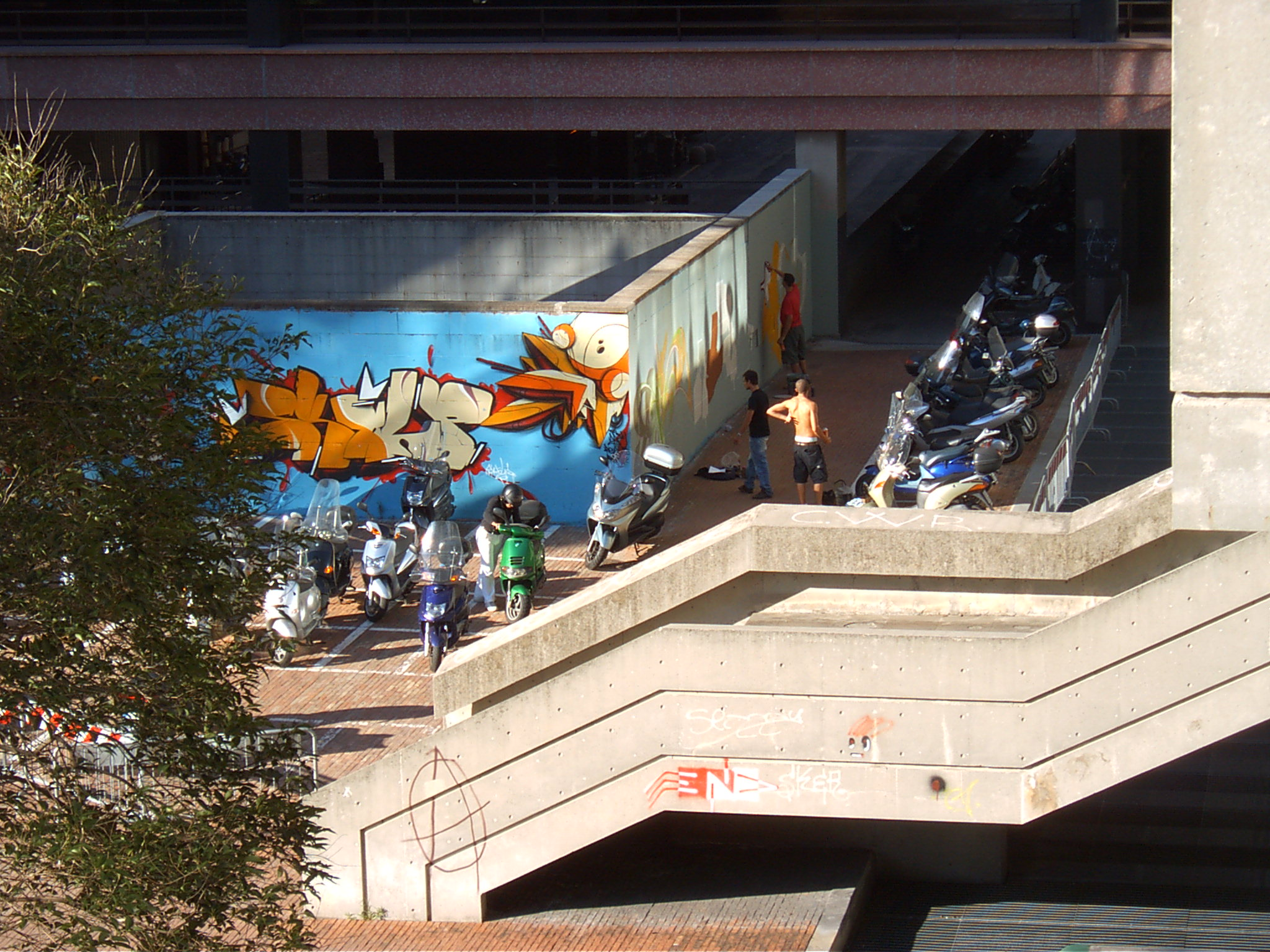
Graffitisti in azione a Genova.

Le seguenti definizioni sono state estratte dal saggio From Streets to Galleries pubblicato nel 2002. Altri pareri sono tratti dalla conferenza "Il destino delle linee", tenuta da graffitisti in prima persona nel 2003.
Tutto è partito dal graffitismo, un fenomeno inizialmente giovanile caratterizzato da incessanti azioni di ragazzi e ragazze decisi a imporre i propri pseudonimi all'interno dei contesti urbani. Con il passare degli anni ha creato un proprio codice linguistico, differenziando le opere realizzate in categorie stilistiche e dando vita ad una fitta rete di connessioni internazionali di appassionati protagonisti.
Sarebbe più esatto comunque associare il fenomeno del graffitismo alla cultura hip hop, che contiene numerosi altri elementi legati a forme di espressività a carattere urbano, e comunque nate in quell'ambiente, quali l'mc-ing, il dj-ing o turntablism, la break dance.
L'Aerosol-art è stata una delle prime espressioni artistiche accostate al graffitismo. Si tratta dell'utilizzo della bomboletta spray con applicazioni pittoriche aerografiche simili alle produzioni aerografiche convenzionali. L'Aerosol-Art dapprima ha arricchito di significato le scritte Graffiti connotandole e rendendole appetibili al grande pubblico, e successivamente, ha trovato una propria indipendenza e dignità artistica. Molti Aerosol-Artist sono anche graffitisti ma sempre più emergono figure che fanno dell'Aerosol-Art sia un punto di partenza che di arrivo. L'Aerosol-Art si configura quindi come una tecnica pittorica aerografica spesso associata alle produzioni di graffitismo.

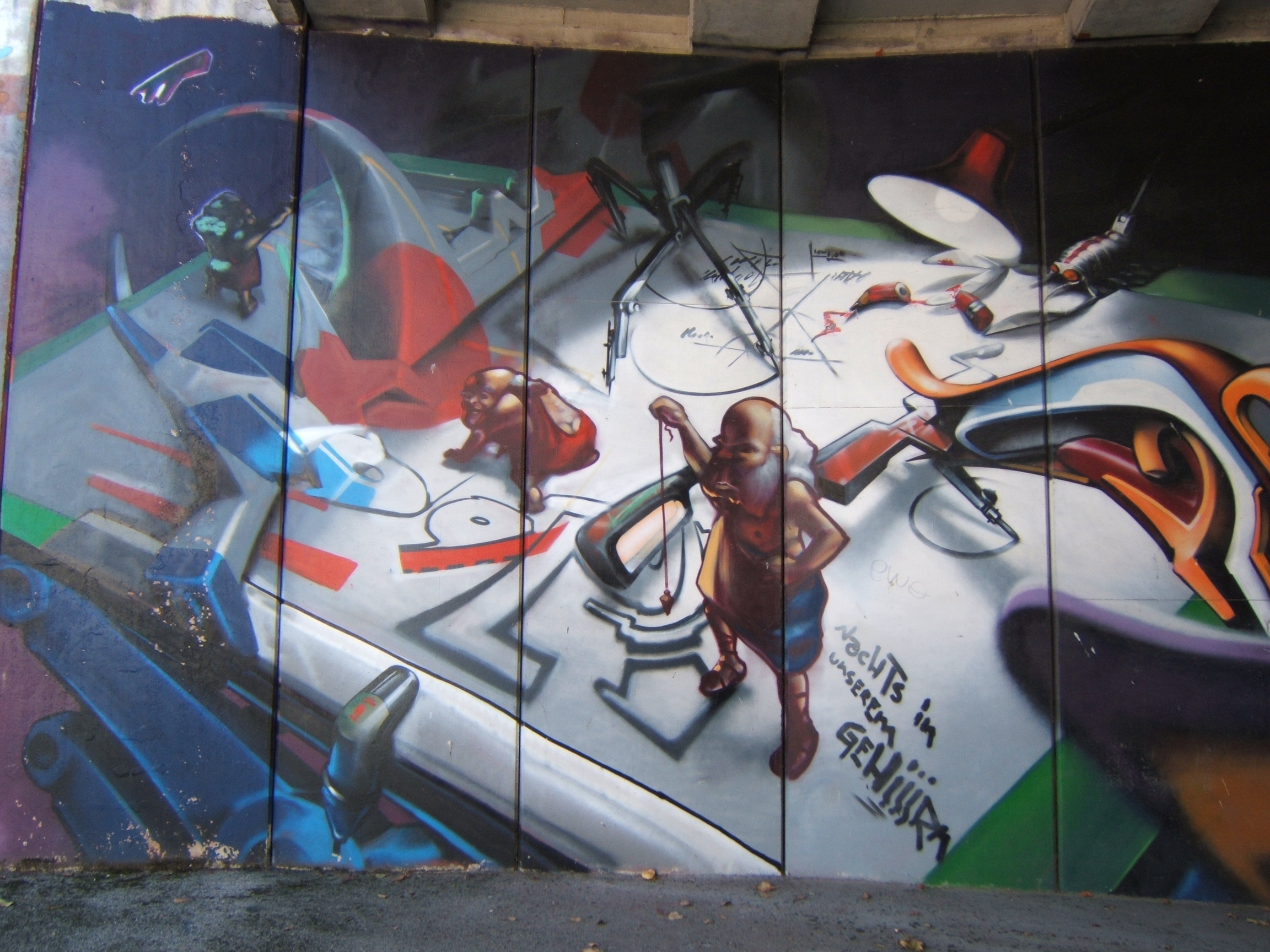
Un graffito in un sottopassaggio a Pisa.

La tendenza graffiti-logo si delinea quando alcuni graffitisti cominciano ad associare il proprio nome a un'icona che viene riprodotta serialmente sulle superfici di contesti urbani. L'efficacia comunicativa di queste produzioni sulla popolazione estranea al fenomeno è indubbiamente maggiore rispetto ai loghi presenti nei normali graffiti. Questo fenomeno espressivo è stato protagonista delle prime esperienze di "arte di strada" internazionali connotando molti artisti di successo. La prima artista di strada in Italia ad usare nuove tecniche espressive quali la riproduzione del logo e le pitture monumentali per mezzo di spray e tempere è stata Pea Brain a Bologna all'inizio degli anni novanta, precedendo la "nouvelle vague" di arte di strada che sta nascendo da qualche anno a questa parte. L'incontro con Pea Brain segnerà anche il percorso creativo di un altro artista bolognese: Dado, graffitista che diventa famoso negli anni '90 per lo stile del suo lettering.
Questo genere di risvolti è nato comunque dalla commistione delle forme iniziali con certe correnti europeiste, principalmente coinvolte nel design, forse anche a causa dei corsi di studi intrapresi da alcuni dei writer più influenti.

## Graffiti stencil

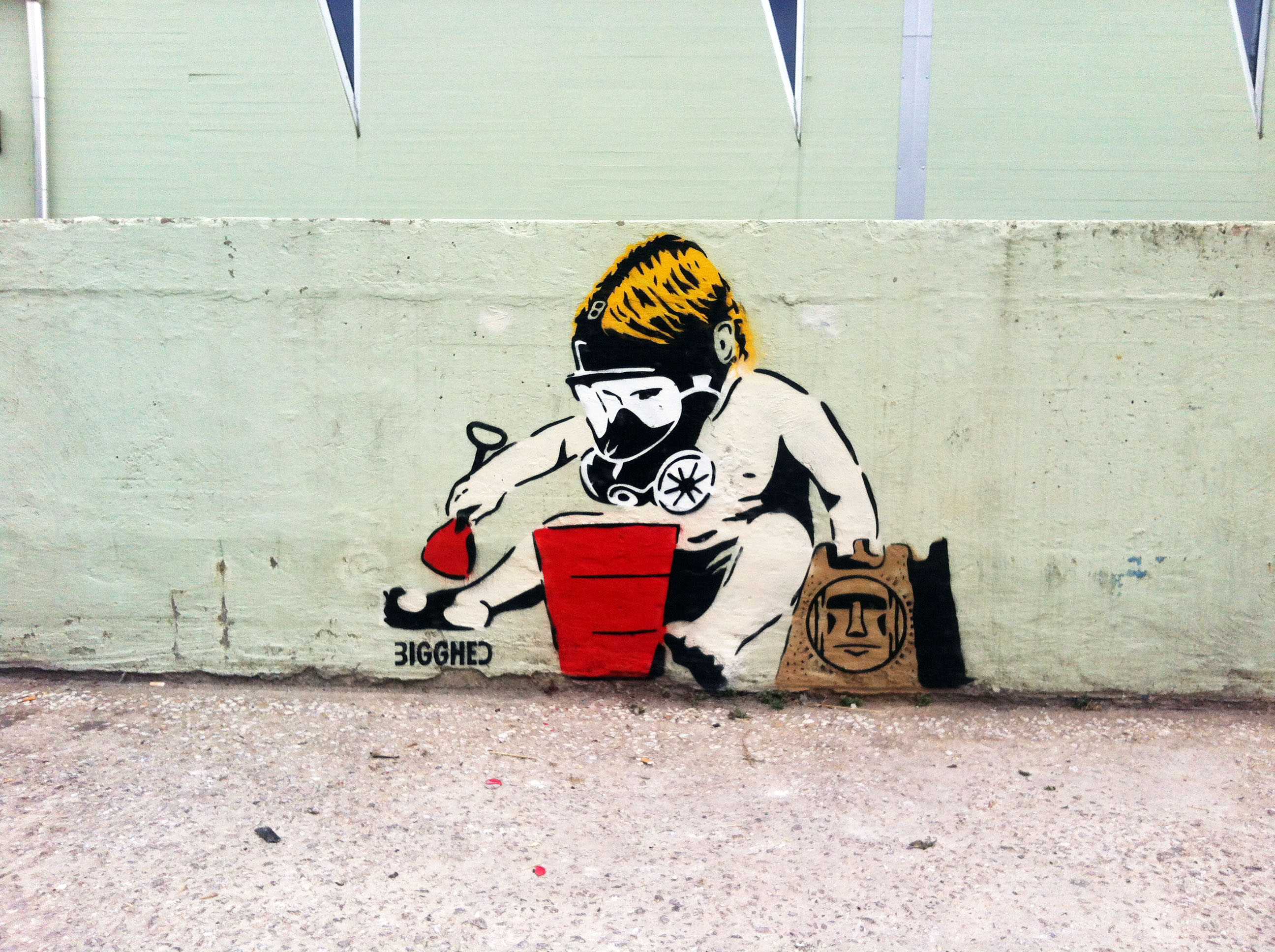
Un tipico uso di uno stencil per un graffito

Le espressioni di origine inglese stencil graffiti (in italiano talvolta resa come "graffiti stencil", "graffiti a stencil" e simili) e stencil art si riferiscono a un tipo di graffiti ottenuti per mezzo di uno stencil (maschera normografica) attraverso cui viene spruzzata vernice spray. In alcuni casi una immagine è realizzata usando più stencil e diversi colori. La maschera è realizzata tramite il taglio di alcune sezioni della superficie del materiale (ad esempio un foglio di cartoncino) per formare un negativo fisico dell'immagine che si vuole creare. Applicando della vernice o del pigmento sulla maschera, la forma ritagliata verrà impressa sulla superficie retrostante lo stencil, in quanto il colore passerà solo attraverso le sezioni asportate.
Il principale limite dello stencil è il fatto che non permette la creazione di figure isolate all'interno dell'immagine. L'espediente a cui si deve ricorrere è l'uso di ponti che collegano la figura isolata al resto della maschera.
Ogni stencil permette di creare una forma di un unico colore, quindi per creare immagini a più colori è necessario creare una maschera appositamente realizzata per ogni colore che si vuole utilizzare, applicandole in fasi successive sulla stessa superficie.
Rispetto ad altre forme di graffiti writing e di street art, lo stencil consente una esecuzione più veloce e permette di riprodurre una stessa identica immagine in un qualsiasi numero di copie. Questi elementi ne fanno una tecnica di tagging e tag bombing particolarmente efficace.

## Crew
Una crew, che in inglese comune significa equipaggio, è il termine usato nello slang per indicare un gruppo, spesso composto da amici, legati dal writing ma non solo ed esclusivamente da questo. Sinonimi sono il francesismo "clique", lo slang bolognese "balotta", gli inglesi "connection" e "squad" (mutuato dal linguaggio militare). Nella crew è sicuramente importante la stima e il rispetto reciproco tra i suoi componenti, non mancano comunque raggruppamenti fatti ad hoc, come i "TFP" ("The Fantastic Partners") di Cope2: nei quali potevano entrare solamente i migliori studenti dell'ambiente newyorkese, che dimostrassero di essere "king", re incontrastati, in materia di writing.
Il nome di una crew viene scelto in base agli interessi del gruppo di amici, generalmente accordandosi sulla connotazione che si vuole dare alla propria immagine. Molte volte il nome di una crew è un acronimo, che può anche avere più di un significato, come ad esempio UA (United Artists) della quale è un rappresentante significativo Darco.

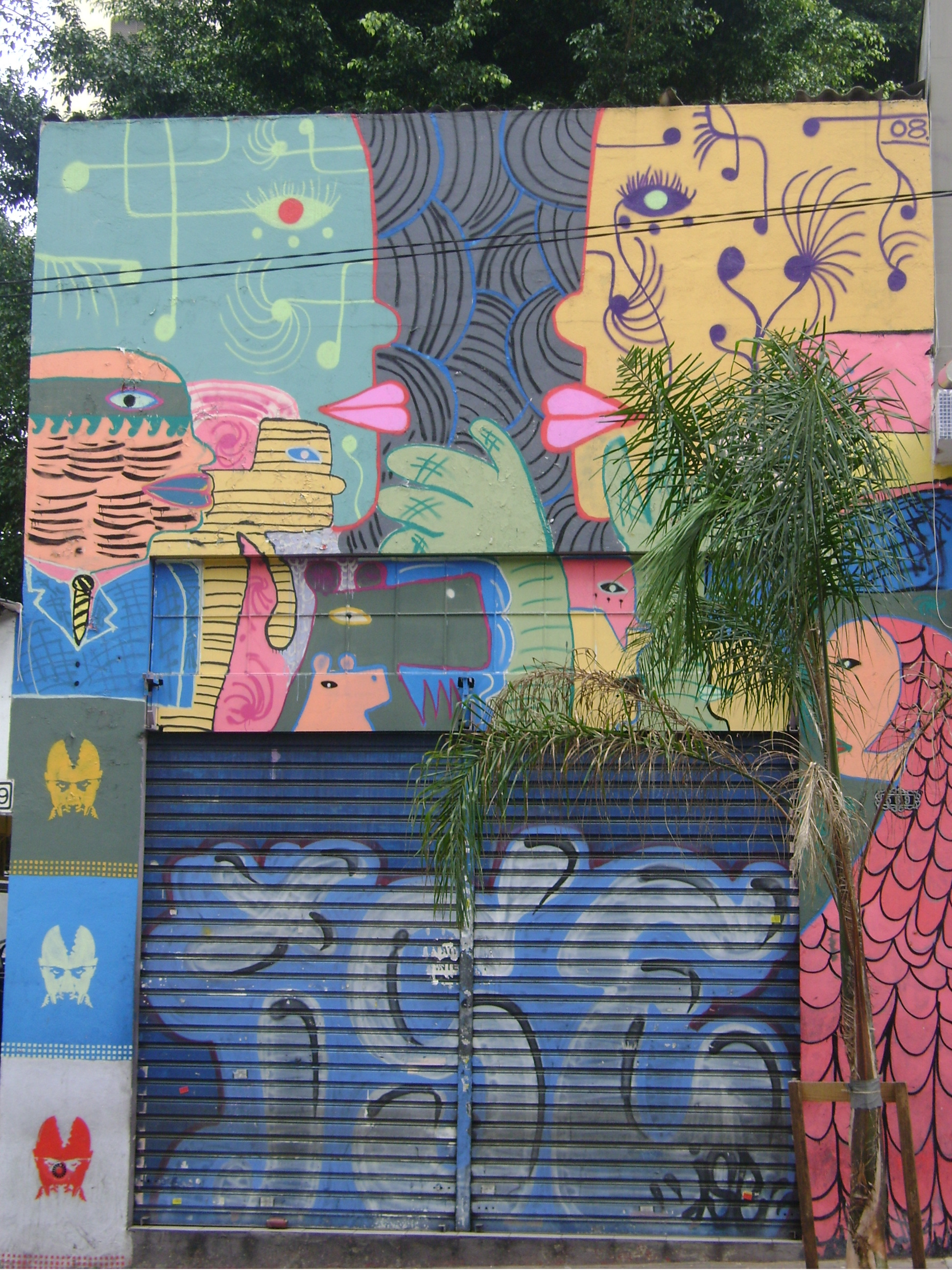
Graffiti in Sao Paulo, Brasile.

.

## Tag, throw-up, bombing
Il tag (per alcuni "la tag") è lo pseudonimo di ogni graffitista, il suo alter ego. La tag viene scelta dal writer stesso, partendo da giochi di parole sulla propria identità, o semplicemente scegliendo la parola che più lo aggrada, in base al suono o più frequentemente in base alle lettere che lo compongono. In alcuni casi la tag è seguito da un suffisso (molto comune il suffisso "one").
I primi writer usavano unire un numero al nome, come fece Julio 204 per primo, indicando con il numero la strada nel quartiere in cui viveva (204th street), imitato poi dal più celebre Taki 183, che spinse il suo nome oltre i confini del proprio quartiere.
L'elaborazione della tag può seguire lo stesso percorso stilistico che intraprende un calligrafo nella definizione della propria calligrafia, con l'aggiunta di grazie o svolazzi, oppure semplicemente rappresentare lo stile personale del proprio autore. Quello che agli occhi di un profano potrebbe sembrare un semplice scarabocchio è per la maggior parte dei writer il frutto di un esercizio costante nel tentativo di coniugare estetica e rapidità.

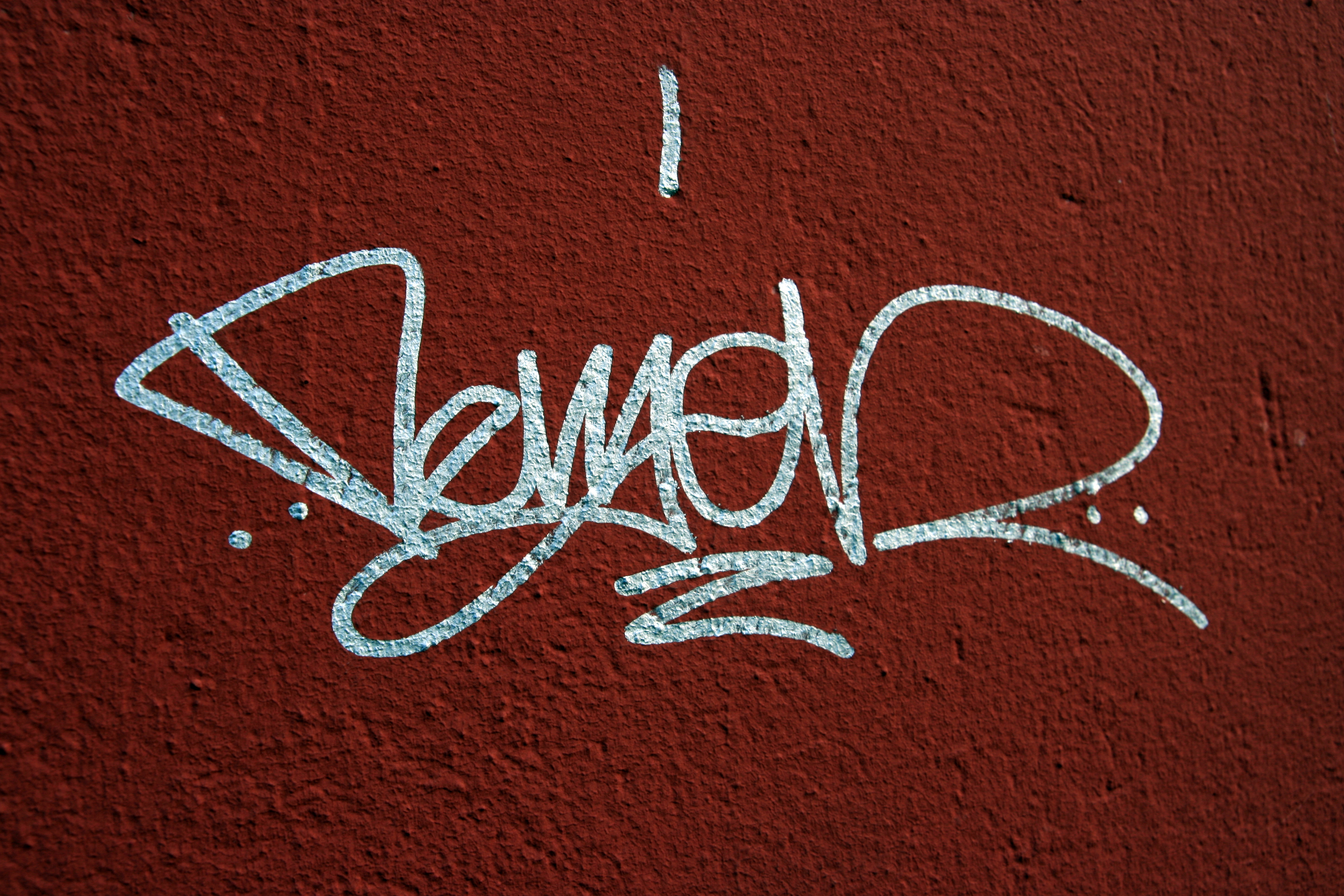
Un esempio di tag.

Il tag corrisponde quindi alla firma. Evoluzione del tag è il throw-up, disegno stilizzato della propria firma (o delle prime lettere del tag) di rapida esecuzione ma di dimensioni più estese, eseguito con pochi colori, spesso spruzzati rozzamente, o anche privo di riempimento. Come un tag ingigantito il throw-up rappresenta un marchio, eseguito sempre nella stessa maniera per ricondurre immediatamente al suo autore, e come un tag lo si può trovare replicato più volte sulla stessa superficie.
Con il termine "bombing" si indica la tendenza a puntare più sulla quantità che sulla qualità dei pezzi che si lasciano in circolazione; oltre ai throw-up, il cosiddetto "bomber" predilige pezzi dalla struttura semplice, quand'anche molto grandi, e di semplice colorazione (un colore di out-line e uno per il riempimento, tra i colori più usati per campire le lettere sicuramente l'argento rappresenta una scelta "classica"). L'obiettivo del bomber è ottenere la fama, come per esempio far girare più vagoni dipinti da lui sulla propria linea o ricoprire i muri della propria zona.

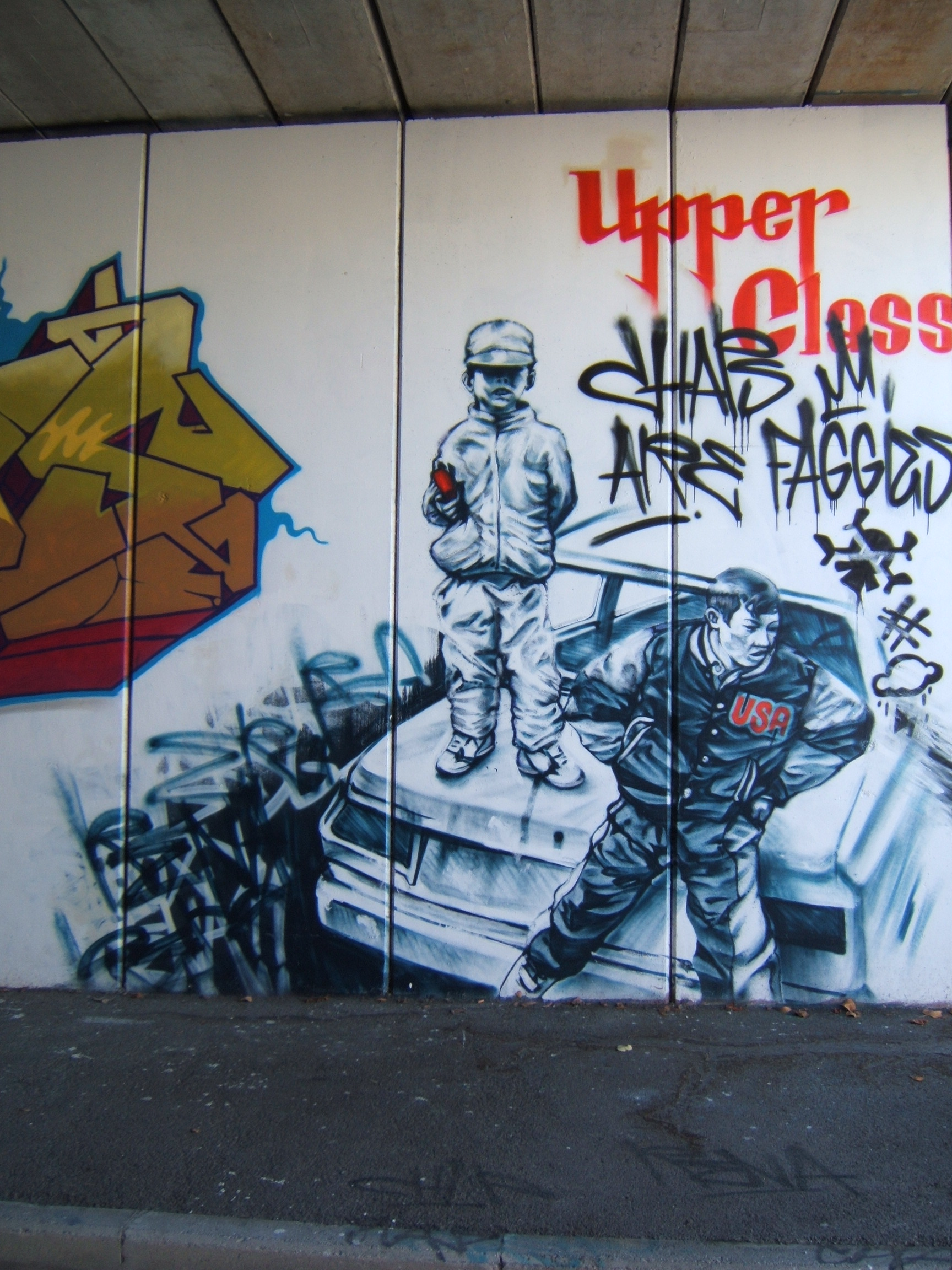
Un graffito in un sottopassaggio di Pisa

## Arte di strada
Arte di strada (in inglese street art) è la definizione comunemente utilizzata per inquadrare tutte le manifestazioni artistiche compiute, sia illegalmente che legalmente, in spazi pubblici. L'arte di strada non è da confondere con il graffitismo perché questa è da considerarsi una categoria a sé stante, facente capo alla cultura hip-hop e con elementi culturali distinti. Nel graffitismo l'artista spesso scrive il suo nome, un suo simbolo o il nome della crew di appartenenza. Chi realizza arte di strada spesso realizza invece opere più grafiche e figurative. L'arte di strada ad esempio può avere connotazione politico sociale come nel caso delle opere di Banksy, o essere commissionata per rivalutare e abbellire un quartiere periferico.
L'arte di strada ha maturato nel corso degli anni una connotazione culturale propria distinta dalla cultura hip-hop con artisti di rilievo, come Keith Haring e Banksy, Maupal e utilizzando, oltre allo spray, varie tecniche come: manifesti, adesivi, stampi, installazioni, performance.

## Il post-graffiti

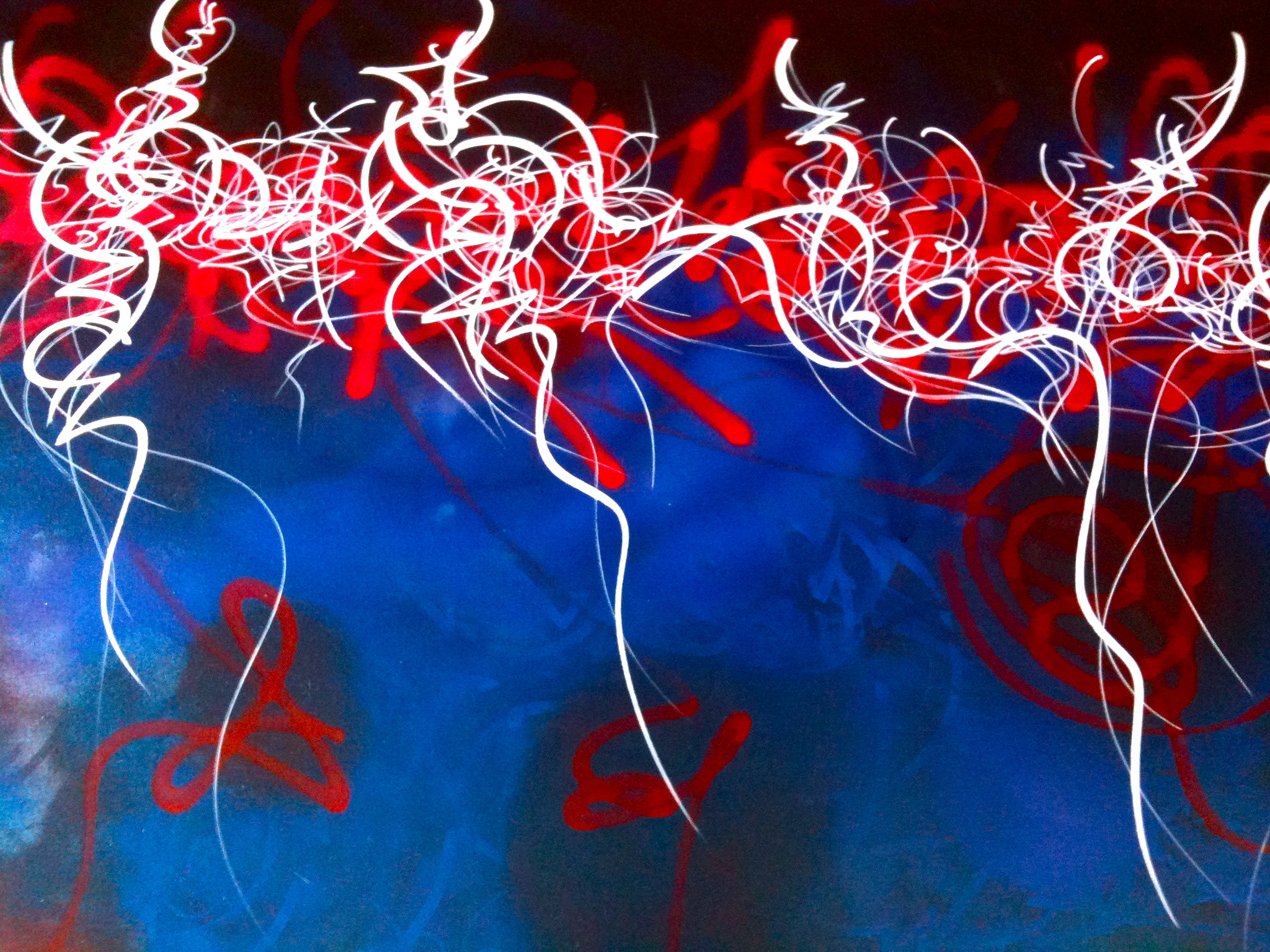
Post graffiti: arabesco abstracto di Matox

Con il termine post-graffiti si indicano quelle tendenze stilistiche che affondano le radici nella cultura del graffitismo e dell'arte di strada e che si manifestano in molteplici discipline, quali Pittura, Scultura, Grafica, Computer grafica, Design, Illustrazione, Moda, Fotografia, Architettura, Videoarte, Calligrafia. La differenza fondamentale fra arte di strada/graffitismo e tendenze post-graffiti si esplicita nei campi di applicazione delle produzioni dell'Artista. L'artista di strada o il graffitista crea un'opera che si colloca in spazi pubblici seguendo un percorso creativo strutturato e finalizzato spesso alla notorietà, in concorrenza con artisti che vengono da esperienze comuni e si esprimono con un codice simile al loro; un Artista post-graffiti si cimenta invece in discipline "convenzionali", se non nelle Arti Maggiori, confrontandosi con creativi che non hanno una formazione e impostazione apertamente legata al gusto dei Graffiti o dell'arte di strada. È comunque evidente come gli stilemi proposti abbiano permeato in maniera quasi subdola qualsiasi produzione rivolta ai giovani, dimostrando la forza d'impatto e la persistenza di questo genere di espressione artistica.

## Legislazione
In Italia, il codice penale all'art. 639 Deturpamento e imbrattamento di cose altrui recita: 
Se il fatto è commesso su beni immobili o su mezzi di trasporto pubblici o privati, si applica la pena della reclusione da uno a sei mesi o della multa da 300 a 1.000 euro. Se il fatto è commesso su cose di interesse storico o artistico, si applica la pena della reclusione da tre mesi a un anno e della multa da 1.000 a 3.000 euro.
Nei casi di recidiva per le ipotesi di cui al secondo comma si applica la pena della reclusione da tre mesi a due anni e della multa fino a 10.000 euro.
Nei casi previsti dal secondo comma si procede d'ufficio.»
Nell'aprile del 2016 Manu Invisible viene assolto in primo e secondo grado e in seguito dalla Corte di cassazione per mancanza di reato, segnando un precedente in Italia riguardo al riconoscimento artistico dell'arte di strada e del fenomeno del graffitismo in ambito istituzionale. Tuttavia, l'artista di strada Alice Pasquini, invece, è stata condannata nello stesso periodo ad una multa da 800 euro, segnale che mette in luce le contraddizioni dell'opinione pubblica.
In Argentina l'arte di strada è stata duramente perseguita durante la dittatura militare, che ha governato dal 1976 al 1983. La sconfitta militare contro il Regno Unito, a seguito della guerra delle Malvine, favorì la caduta del regime e il ritorno alla democrazia, e da allora la repressione del fenomeno si è assai attenuata, riconoscendo l'arte di strada come una forma di espressione popolare.

### In lingua italiana
- Mininno Alessandro, Graffiti writing. Origini, significati, tecniche e protagonisti in Italia, Mondadori Electa, 2008.
- Patanè Garsia Vincenzo, Hip hop. Sangue e oro. Vent'anni di cultura rap a Roma, Arcana edizioni, 2002.
- Lucchetti Daniela, Writing. Storia, linguaggi, arte nei graffiti di strada, Castelvecchi, 1999.
- Guerra Nicola, Il graffitismo nello spazio linguistico urbano, la città come melting pot diamesico, Analele Universităţii din Craiova, Seria Ştiinţe Filologice Linguistică Nr. 1-2, 2012. (http://www.academia.edu/2316785/Il_graffitismo_nello_spazio_linguistico_urbano_la_citta_come_melting_pot_diamesico).
- Gian Ruggero Manzoni, Peso vero sclero. Dizionario del linguaggio giovanile di fine millennio, Il Saggiatore, 1997.
- Guerra Nicola, Il labile discrimine tra spazio urbano e spazio linguistico. La città come dimensione spaziale costitutiva della variazione, del contatto e dell'innovazione linguistica. Il ruolo del graffitismo, del muralismo e dello stickerismo, GRIN Verlag GmbH, Romance Languages: Italian and Sardinian Studies, 2012[1].
- Gian Ruggero Manzoni, Emilio Dalmonte, Pesta duro e vai trànquilo. Dizionario del linguaggio giovanile, Feltrinelli, 1980.
- Guerra Nicola, Linguaggi ed elementi del politico nel radicalismo di destra e di sinistra nel graffitismo urbano, Analele Universităţii din Craiova, Seria Ştiinţe Filologice Linguistică Nr. 1-2, 2012. (http://www.academia.edu/2024131/Linguaggi_ed_elementi_del_politico_nel_radicalismo_di_destra_e_di_sinistra_nel_graffitismo_urbano).
- Marcello Faletra, Graffiti. Poetiche della rivolta, Postmedia Books, 2015.
- A. Dal Lago, S. Giordano, Graffiti. Arte e ordine pubblico, il Mulino, 2016.
- Guerra Nicola, Vogliamo tutto. We want it all, Inside Art Nr. 119, 2020.(https://www.academia.edu/42151811/Vogliamo_tutto._We_want_it_all)
- Guerra Nicola, L'importanza e le modalità dello studio dei graffiti nel quadro generale dell'analisi delle sottoculture, University of Zagreb - Istituto Italiano di cultura a Zagabria - XX settimana della lingua italiana, 2020 (https://www.academia.edu/44358267/Limportanza_e_le_modalit%C3%A0_dello_studio_dei_graffiti_nel_quadro_generale_dellanalisi_delle_sottoculture)
- Guerra Nicola e Kristina Blecich, Il graffitismo è il regno della multidisciplinarità, in La Voce del Popolo, 23 ottobre 2020 (https://www.academia.edu/44366220/Il_graffitismo_%C3%A8_il_regno_della_multidisciplinarit%C3%A0)
- Spice, Style Diary. Writing, my creative process, collana editoriale Style Diary, Anno II n.2, ShowDesk Edizioni, Napoli, 2022, ISSN 2785-1656, ISBN 978-88-945393-6-3.

### In lingua inglese
- (EN)  "The History of American Graffiti", Roger Gastman and Caleb Neelon (http://calebneelon.com/).
- (EN)  "Social Analysis of Graffiti", Stocker, Dutcher. Hargrove & Cook
- (EN)  "The Handwriting on the Wall: Toward a Sociology and Psychology of Graffiti", Abel, Ernest L., and Buckley, Westport, Connecticut: Greenwood Press, 1977